# Hassan al-Banna

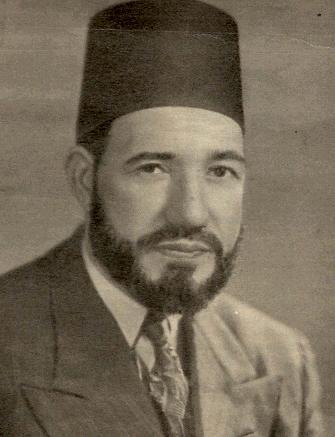
Hassan al-Banna

Hassan al-Banna (Arabisch: حسن أحمد عبد الرحمن البنا , Ḥasan Aḥmad ʿAbd ar-Raḥmān al-Bannā) (al Mahmoudiya, 14 oktober 1906 – Caïro, 12 februari 1949) was een Egyptisch anti-imperialistisch islamitisch geestelijke, een voorloper van het Egyptische islamisme en de oprichter van de Moslimbroederschap. Een van de bekendste hedendaagse nazaten van Hassan al-Banna is islamoloog Tariq Ramadan, die zijn kleinzoon is. Hij treedt in zijn voetsporen en laat zich kennen door miljoenen mensen.

## Geschiedenis

### Jeugd
Hassan al-Banna werd geboren in al Mahmoudiya, een klein dorpje ten noordwesten van Caïro, in een traditioneel gezin uit de lagere middenklasse. Hij groeide onder andere op met zijn broer Gamal al-Banna die zich in tegenstelling tot Hassan al-Banna ontwikkelde als een meer vrijzinnige denker. Zijn vader was horlogemaker en onderwijzer op de plaatselijke Koranschool. Zijn vader had gestudeerd aan de toonaangevende Al Azhar universiteit. Hassan was al op jonge leeftijd zeer actief geïnteresseerd in de Koran, het heilige boek van de islam, dat hij al op 14-jarige leeftijd uit zijn hoofd kende. Ook was hij erg charismatisch en had hij een grote aanleg voor leiderschap. Terwijl hij nog op de middelbare school zat, begon hij al commissies en verenigingen te organiseren over islamitische normen en waarden.

### Studieperiode en invloeden
In 1923 werd hij, na als beste van zijn klas te zijn geëindigd, op 16-jarige leeftijd, door zijn grote kennis van de islam, toegelaten tot de Universiteit van Caïro en tot de Al Azhar-universiteit om er de opleiding voor leraar te volgen.
Tijdens deze periode werd hij zowel beïnvloed door het soefisme als door het salafisme. Bij het salafisme in de eerste plaats door Mohammed Abduh, bij wie zijn vader ook gestudeerd had. Echter de grootste invloed kwam van een leerling van Abduh: de Libanese Mohammed Rashid Ridha. Deze Ridha gaf vanaf 1888 tot aan zijn dood in 1935 het blad Al Manar uit, waarin hij vooral schreef over de teloorgang van de islamitische samenleving ten opzichte van de westerse cultuur. Net als Abduh vond al-Banna dat de originele islamitische staat moest worden hersteld en daarom moest worden ontdaan van alle westerse invloeden, zoals scheiding van kerk en staat. Ook bekritiseerde hij daarvoor de islamitische geestelijkheid (oelema) en de Al Azhar universiteit.

### Leraar Arabisch
In 1927 begon hij na zijn afstuderen te werken als leraar Arabisch aan een staatsbasisschool in het plaatsje Ismailiya, vlak bij het Suezkanaal. Deze stad was op dat moment de hoofdstad van de door de Britten bestuurde kanaalzone en van de Suez Canal Company (SCC).
Al-Banna zag dat de Egyptische medewerkers van deze SCC leefden onder erbarmelijke omstandigheden, iets dat in schril contrast stond met de rijkdom van de Britten. De Britten behandelden de Arabieren als minderwaardig en bij veel restaurants stonden bordjes 'Verboden voor Arabieren'. Hij begon in opstand te komen tegen de door hem geziene ongeoorloofde militaire bezetting, economische uitbuiting, culturele overheersing en verlies van waardigheid van Egypte door deze overheersers. Hij begon te streven naar het verdrijven van de Britten en Fransen en vooral ook naar het verdrijven van de in zijn ogen verfoeide westerse invloeden uit Egypte.

### Oprichting Moslimbroederschap en groei
In maart 1928 richtte hij samen met zijn broer en vijf andere jeugdvrienden de Moslimbroederschap (Ikhwanu l-Muslimin) op. Deze organisatie was aanvankelijk een gematigde, groep die vooral de terugkeer naar islamitische normen en waarden voorstond en deze promootte door onderwijs, informatievoorziening en liefdadigheidswerk. De organisatie kende een snelle groei. In eerste instantie was het een kleine islamitische beweging, zoals er veel meer waren in Egypte, maar door al-Banna's leiderschap en vooral door het liefdadigheidswerk werd het al snel een brede maatschappelijke stroming. Vooral toen al-Banna zijn hoofdkwartier verplaatste naar Caïro in 1932, steeg het aantal leden fors. Begin 1946 had de moslimbroederschap volgens eigen zeggen ongeveer 500.000 leden en evenveel sympathisanten verspreid over alle provincies van Egypte. Kenmerkend was dat het hierbij vaak ook om westers gevormde intellectuelen ging. De groei van de organisatie en politieke veranderingen in de wereld leidden ertoe dat de organisatie steeds meer gericht werd op politiek.

### Moslimbroederschap als politieke organisatie
In 1939 werd de Moslimbroederschap een politieke partij met als basis "de zuivere Koran en de Hadith gericht op de moderne maatschappij". In 1942 wilde hij een eerste poging doen om verkozen te worden in Ismailiya, maar de premier van Egypte Mustafa El-Nahas haalde hem over dit niet te doen in ruil voor de belofte dat de organisatie in de toekomst meer vrijheid zou krijgen voor acties. Tussen 1942 en 1945 trok al-Banna meerdere malen naar Transjordanië (het huidige Jordanië) om er veel nieuwe takken voor de Moslimbroederschap op te zetten. In 1944/45 deed hij samen met vijf anderen een tweede poging om verkozen te worden, maar haalde niet genoeg stemmen. De Moslimbroederschap verklaarde daarop dat er verkiezingsfraude was gepleegd.

### Radicalisering en de dood van al-Banna
Vanaf 1945 tot 1948 werd de organisatie steeds militanter. Aanslagen op Britse doelen kwamen vaak voor en vanaf 1947-1948 werden ook bomaanslagen gepleegd op joodse bedrijven in Caïro.
De Britse troepenmacht in de kanaalzone begon daardoor de Moslimbroederschap steeds meer te zien als een destabiliserende factor voor Egypte. Al-Banna werd verder niet gewaardeerd door zijn toespraken waarin hij de corrupte Egyptische regering bekritiseerde. Al-Banna koos voor de confrontatie en tijdens een theevisite zei hij tegen de Britse ambassadeur nadat deze hem samenwerking aanbood om de situatie niet verder uit de hand te laten lopen, dat de overheersing van de Britten het niet lang meer vol zou houden en dat Egypte voor de Egyptenaren was.
Toen in 1948 de Arabisch-Israëlische Oorlog van 1948 tussen Israël, de Arabische Palestijnen en een aantal Arabische landen begon, trokken vanuit de Moslimbroederschap duizenden leden om de Palestijnen bij te staan. Ze leden echter zware verliezen tegen de veel beter georganiseerde Israëliërs. De Egyptische regering hield zich onder druk van de Britten echter afzijdig van de oorlog.
Op 18 december werd de organisatie beschuldigd van het voorbereiden van een complot om de regering omver te werpen en premier Mahmoud El-Noqrashi Pasha vaardigde daarop een militair decreet uit dat resulteerde in de verbanning van al-Banna naar het economisch achtergebleven zuiden van Egypte, en in verbieden van de Moslimbroederschap. Twintig dagen later werd Noqrashi Pasha in het ministeriegebouw vermoord door een lid van de Moslimbroederschap. Al-Banna, die zich waarschijnlijk realiseerde dat hij de grip op de radicale tak (al-jihaz al-sirri; geheim apparaat) van de Moslimbroederschap was kwijtgeraakt, haastte zich daarop te zeggen dat degenen die de moord hadden uitgevoerd "geen broeders noch moslims waren". De Egyptische overheid geloofde dit echter niet en op 12 februari 1949 werd hij waarschijnlijk vermoord door geheime agenten op de lokale markt in Caïro. Over zijn dood bestaat echter geen zekerheid. Sommige bronnen zeggen dat een moslimbroeder de moord heeft uitgevoerd in verband met het verliezen van de oorlog tegen Israël.
Zijn opvolger bij de Moslimbroederschap was Hasan al-Hudaybi.
Zijn dochter werd geboren op de dag dat hij stierf. Haar moeder noemde haar "Isteshhad", wat martelaarschap betekent. Hij is de grootvader aan moederskant van Tariq Ramadan.

## Achtergronden en invloed
Als achtergronden kunnen het imperialisme (Egypte als protectoraat van het Britse Rijk), de economische misère in Egypte en de Palestijnse Oorlog worden genoemd alsmede het opkomende Nationaalsocialisme.
Al-Banna kan worden beschouwd als de drijvende kracht achter de Moslimbroederschap en sommige bronnen spreken wel dat de Egyptische tak van de Moslimbroederschap na hem nooit meer een dergelijke bloeiperiode heeft gekend, al ontkennen andere bronnen dit ook weer. De Moslimbroederschap heeft vandaag de dag ongeveer 3 miljoen leden (2001).
De organisatie wordt gezien als een van de startpunten van het hedendaagse islamisme en occidentalisme. Waar al-Banna aanvankelijk nog werd gekenmerkt werd door zijn geweldloosheid, werden sommige van zijn opvolgers des te radicaler. In het bijzonder Said Qutb kan worden genoemd als degene die het islamisme binnen de organisatie een grote vlucht heeft gegeven. Hij brak met de geweldloosheid en was de voortrekker voor op religie gebaseerd revolutionair geweld. Voor hem waren alle overheden die niet de Koran en de sharia als uitgangspunt hadden verkeerd en moesten daarom omvergeworpen worden.

## Programma
Om de gewenste morele islamistische orde in concreto vorm te geven riep al-Banna op om iedere vorm van verwestering in het onderwijs uit te bannen. Hij eiste dat lagere scholen deel werden van de moskeeën. Binnen de politiek verbood hij de overname van Europese instellingen, verbood politieke partijen en wilde dat ambtenaren een religieuze opleiding hadden genoten.
Na afloop van de Tweede Wereldoorlog beweerde hij dat deze de stuiptrekkingen vormden van het definitieve einde van de westerse samenleving en dat het einde van de westerse hegemonie aanstaande was, waarop de zegepraal van de islam zou volgen: "Zo ziet het Westen er dus uit: na onrechtvaardigheid, onderwerping en tirannie gezaaid te hebben, is het radeloos en spartelt het zich in zijn contradicties. Een sterke oosterse band hoeft zich, onder het vaandel van Allah waarboven de wimpel van de Koran zal wapperen, een vaandel geheven door het machtige en sterke leger van het geloof, maar uit te strekken en de wereld zal onder de banier van de islam rust en vrede terugvinden."
De visie van al-Banna op de rol van de Jihad voor de oemma in een citaat uit de Five Tracts of Hasan al-Banna waarin hij de Hanafi-regels aanhaalt: "Islam is de universele waarheid en moslims hebben geen andere loyaliteit dan aan de islam. Het doel van de jihad is de banier van de islam te verheffen. De zonen van de islamitische natie moeten hun bloed en leven geven voor hun vaderland, totdat dit de hele wereld omvat. Deelname aan jihad is een plicht voor gelovigen. Het gaat om het afslachten van de ongelovigen, het plunderen van hun rijkdommen, de vernietiging van hun heiligdommen en het kapotslaan van hun afgoden" en "Het is een verplichting voor ons om de strijd te beginnen nadat we een uitnodiging tot bekering hebben gegeven, zelfs al vechten ze niet tegen ons".

## Werken
- Brief aan een Moslimstudent
- Five Tracts of Hasan Al-Banna: A Selection from the Majmu 'at Rasa 'il al-'Imam al-Shahid Hasan al Banna' vertaald door Charles Wendell, University of California Press (1978)
- On Jihad, Hassan al-Banna, geschreven eind 30'er jaren (uit Five Tracts, 1978)